# Ładna
Ładna est une localité polonaise de la gmina de Skrzyszów, située dans le powiat de Tarnów en voïvodie de Petite-Pologne.